# 150 Rezerwowy Pułk Piechoty (II RP)
150 Rezerwowy Pułk Piechoty (150 pp rez.) – oddział piechoty Wojska Polskiego.
Pułk nie występował w organizacji pokojowej Wojska Polskiego. Był jednostką przewidzianą do sformowania w planie osłony mobilizacji, począwszy od 1926. Jednostką mobilizującą był 50 pułk piechoty. Zakładano, że w skład pułku wejdą dwa bataliony graniczne Korpusu Ochrony Pogranicza i jeden czynny batalion piechoty. Tym ostatnim pododdziałem był zapewne III/50 pp detaszowany w Sarnach. Dowództwo pułku było prawdopodobnie mobilizowane przez Dowództwo 5 Brygady Ochrony Pogranicza, stacjonujące ówcześnie w m. Łachwa. Po zakończeniu formowania pułk miał wejść w skład 27 Dywizji Piechoty. Z rejonów dyslokacji pododdziałów piechoty i KOP, które przewidziane były do składu pułku, wynika, że oddział miał działać na odcinku powierzonym inspektorowi armii, gen. dyw. Kazimierzowi Sosnkowskiemu, przewidzianemu do objęcia stanowiska dowódcy Armii „Polesie”.

## Organizacja 150 pp (rez.) w 1926
- Dowództwo pułku
- III/50 pp w Sarnach
- 18 Batalion Graniczny w Rokitnie
- 2 Batalion Graniczny w Bereźnem